# Den Nye Stil
Den Nye Stil er debutalbummet fra den danske rapgruppe MC Einar. Albummet blev udgivet på CBS Records i 1988. Titelnummeret "Den Nye Stil" nåede 13 uger på Tjeklisten med en fjerdeplads som højeste placering. Albummet solgte omkring 35.000 eksemplarer.
Nummeret "Sogenfri rap" sampler det første allegro-stykke af efterårsdelen i De fire årstider skrevet af Antonio Vivaldis i 1725.

## Trackliste
1. "Provokerer Onanerer" - 3:39
2. "Sorgenfri rap" - 2:35
3. "Superskufle" - 5:18
4. "Slap A'" - 4:12
5. "En Af Den Slags Dage" - 7:52
6. "Den Nye Stil" - 3:18
7. "Poptøs" - 4:49
8. "Wienerbrød" - 0:54
9. "MC Einar Bonusbeat" - 2:08